# جونیور (فیلم ۱۹۹۴)
جونیور (به انگلیسی: Junior) یک فیلم کمدی آمریکایی محصول سال ۱۹۹۴ به کارگردانی و تهیه‌کنندگی ایوان رایتمن و نویسندگی کوین وید است که با بازی آرنولد شوارتزنگر، دنی دویتو و اما تامسون ساخته شده است. داستان فیلم دربارهٔ الکس هس، دانشمند اتریشی-آمریکایی است که می‌پذیرد تحت تأثیر داروی جدیدی به نام «اکسپکتین» بارداری مردانه را تجربه کند. این فیلم سومین و آخرین همکاری رایتمن و شوارتزنگر پس از فیلم‌های دوقلوها (۱۹۸۸) و کارآگاه مهدکودک (۱۹۹۰) به‌شمار می‌رود.
جونیور در ایالات متحده، یک روز پیش از جشن شکرگزاری، یعنی در ۲۳ نوامبر ۱۹۹۴ اکران شد. این فیلم با بازخوردهایی متفاوت روبه‌رو شد و موفقیت گیشه‌ای فیلم‌های پیشین رایتمن با حضور شوارتزنگر ــ از جمله دوقلوها (که در آن نیز دویتو و شوارتزنگر یک زوج طنز را تشکیل می‌دادند) و کارآگاه مهدکودک ــ را تکرار نکرد. با این حال، شوارتزنگر و تامسون برای بازی‌هایشان نامزد دریافت جایزهٔ گلدن گلوب در پنجاه‌ودومین دوره شدند. ترانهٔ اصلی فیلم، «ببین عشق چه کرده» با صدای پتی اسمیت نیز مورد توجه قرار گرفت و نامزد دریافت جایزه اسکار بهترین ترانه اورجینال شد.

## موضوع
سن فرانسیسکو. با رد ثبت داروی باروری «دکتر الکساندر هس» (شوارتزنگر) و «دکتر لری آربوگاست» (د ویتو)، این دو امکانات تحقیقاتی شان را از دست می‌دهند و رئیس کینه توزشان- «نوآبانس» (لانگلا)، «دکتر دایانا ردین» (تامپسن) را جایگزین آنان می‌کند. «آربوگاست» ناآگاهانه تخمک‌های منجمد شدهٔ «ردین» را می‌دزدد و برای اثبات «کارایی» داروی‌شان، با اسپرم «هس» در هم می‌آمیزد و به «هس» تزریق می‌کند…

## داستان
دکتر الکس هسه (هِس)، متخصص ژنتیک اهل اتریش، به همراه همکارش دکتر لری آربوگست، متخصص زنان و زایمان، داروی باروری‌ای به نام «اکسپکتین» اختراع می‌کنند که هدفش کاهش احتمال سقط جنین است. از آن‌جا که این دارو هنوز تأییدیهٔ سازمان غذا و داروی آمریکا (اف‌دی‌ای) را دریافت نکرده، این دو مجاز به آزمایش انسانی آن نیستند و بنابراین نمی‌توانند تحقیقات خود را ادامه دهند. نوآ بِنز، رئیس هیئت بازبینی، به لری اطلاع می‌دهد که اف‌دی‌ای اجازهٔ آزمایش انسانی را به آن‌ها نداده، و موسسه آن‌ها اکنون کمک‌هزینه‌ای برای دکتر دایانا ردین، متخصص ژنتیک از بخش انجماد تخمک، دریافت کرده است.
الکس با ناخرسندی زیاد تصمیم می‌گیرد به اروپا بازگردد و تحقیقات را از سر بگیرد، اما لری پیشنهاد می‌دهد که هنوز می‌توانند آزمایش را انجام دهند؛ به‌ویژه که شرکت کانادایی «لیندون فارماسیوتیکال» در صورت یافتن داوطلب، حاضر به سرمایه‌گذاری است. الکس نسبت به احتمال یافتن زنی باردار که حاضر به استفاده از دارویی تأییدنشده باشد تردید دارد، اما لری پیشنهاد می‌دهد که جنسیت داوطلب را پنهان کنند و خودش الکس را قانع می‌کند که با استفاده از تخمکی با کد «جونیور»، خودش باردار شود.
آن شب، الکس در خواب می‌بیند که فرزند آینده‌اش چهرهٔ خودش را دارد. با گذشت چند هفته، او از درد نوک سینه شکایت می‌کند و بی‌وقفه دربارهٔ پیاده‌روی، ماساژ و خواب حرف می‌زند. پس از تماشای تبلیغ‌های تلویزیونی دربارهٔ پدری، دچار بحران روحی می‌شود و گریه سر می‌دهد.
وقتی زمان پایان آزمایش فرا می‌رسد و باید نتایج به شرکت لیندون ارائه شود، الکس همچنان به مصرف دارو ادامه می‌دهد، چون تصمیم گرفته بارداری را تا پایان ادامه دهد. لری که ابتدا ناراحت شده بود، سرانجام می‌پذیرد که این موضوع را مخفی نگه دارد. در این میان، الکس رابطه‌ای عاشقانه با دایانا آغاز می‌کند و بارداری‌اش را به آنجلا، همسر سابق لری، که خودش نیز از مربی بدنسازی گروه ایروسمیث باردار است، فاش می‌کند.
وقتی مشخص می‌شود که تخمک «جونیور» در واقع متعلق به دایاناست، او شوکه و خشمگین می‌شود. در همین حال، بنز سعی می‌کند افتخار این آزمایش را به نام خود ثبت کند. الکس، با ظاهری زنانه، در آسایشگاه زنان باردار پنهان می‌شود و ظاهر مردانه‌اش را به استفاده از استروئیدهای آنابولیک نسبت می‌دهد. دایانا به دیدنش می‌آید و به او می‌گوید که مهم نیست چه کسی باردار است، چرا که او پدر است و خودش مادر. لری هم داده‌های آزمایش را به شرکت لیندون ارائه می‌دهد و شرکت با همکاری موافقت می‌کند.
الکس دچار درد شکم ناشی از آغاز زایمان می‌شود و از لری و دایانا کمک می‌خواهد. دایانا به‌سوی آسایشگاه می‌شتابد و لری نیز از پزشکی دیگر می‌خواهد که برای یک زایمان سزارین اضطراری آماده شود. یکی از کارکنان بیمارستان این گفت‌وگو را می‌شنود و بنز را خبر می‌کند. بنز هم رسانه‌ها و رئیس دانشگاه را احضار می‌کند تا وانمود کند که خودش مبتکر نخستین بارداری مردانهٔ جهان بوده است.
لری که از ماجرا باخبر شده، برای فریب رسانه‌ها از یک زن باردار دیگر به‌جای الکس استفاده می‌کند. زمانی که لری به بیمارستان می‌رسد، تنها آنجلا در معرض دید خبرنگاران است و این باعث بی‌اعتباری بنز می‌شود و رئیس دانشگاه او را اخراج می‌کند. الکس و دایانا از راه پله فرار وارد بیمارستان می‌شوند و او تحت عمل سزارین اضطراری قرار می‌گیرد.
دایانا برای همراهی با آنجلا به اتاق انتظار فرستاده می‌شود، اما می‌بیند که آنجلا نیز در حال زایمان است و نقش مربی زایمان او را به عهده می‌گیرد. الکس دختری سالم به دنیا می‌آورد و لری این خبر را به دایانا می‌دهد، در حالی که او در حال کمک به آنجلا برای تحمل انقباضات است. دایانا، آنجلا را با لری تنها می‌گذارد و برای دیدن نوزاد می‌شتابد. او و الکس، نوزادشان را «جونیور» می‌نامند. لری نیز فرزند آنجلا را به دنیا می‌آورد و آن دو تصمیم می‌گیرند پسرشان، «جِیک»، را با هم بزرگ کنند.
یک سال بعد، این دو خانواده با هم به تعطیلات می‌روند و تولد جونیور و جیک را جشن می‌گیرند. دایانا باردار دومین فرزندشان است و آنجلا نیز از علاقه‌اش به داشتن فرزند دیگر می‌گوید، اما نمی‌خواهد دوباره بارداری را تجربه کند؛ در این میان، همه تلاش می‌کنند لری را قانع کنند که این‌بار خودش باردار شود.

## بازیگران
- آرنولد شوارتزنگر در نقش Dr. Alex Hesse (Research نسل‌شناس)
- دنی دویتو در نقش Dr. Larry Arbogast (جراحی زنان و زایمان and gynecologist)
- اما تامسون در نقش Dr. Diana Reddin (Research geneticist)
- فرانک لانگلا در نقش Dr. Noah Banes (Head of research review board)
- پاملا رید در نقش Angela
- آیدا تورتورو در نقش Louise
- جیمز اکهوست در نقش Ned Sneller
- مگان کاوانا در نقش Willow
- کریستوفر ملونی در نقش Mr. Lanzarotta